# Зутер, Пиус
Пиус Зутер (нем. Pius Suter; род. 24 мая 1996, Валлизеллен, Цюрих) — швейцарский хоккеист, центральный нападающий, игрок клуба НХЛ «Сент-Луис Блюз» и сборной Швейцарии.

## Игровая карьера

### Юношеская

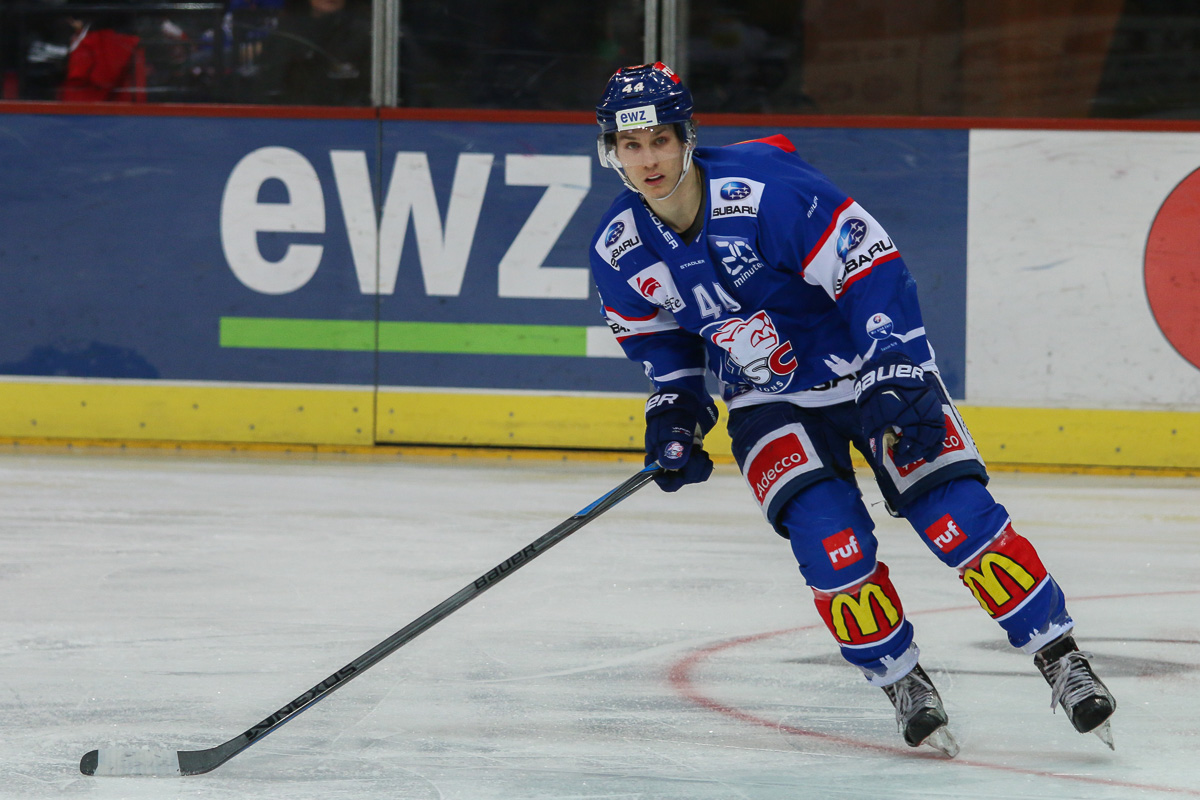

В юности Сутер играл в юношеской программе «Лайонс», а затем решил сыграть в Северной Америке за команду «Гелф Шторм» из Хоккейной лиги Онтарио (OHL) после того, как его выбрали на драфте CHL в 2013 году. Сутер помог внести свой вклад, набрав 24 очка в 66 играх за «Шторм» и они стали чемпионами ОХЛ. По завершении своего второго сезона в Guelph Storm в 2014-15 годах Сутер записал прорывной сезон, набрав уже более 72 очков за 61 игру.

### Профессиональная
В конце своей юношеской карьеры Сутер решил продолжить свою профессиональную карьеру в «Цюрих Лайонс». В сезоне 2016-17 20 декабря 2016 года Сутер подписал новый контракт сроком на один год. 26 августа 2017 года Сутер установил рекорд CHL — 4 гола за «Цюрих Лайонс» в решающей победе над французской командой «Рапас де Гап» со счётом (11:1).
Сутер был приглашён в лагерь новичков «Оттава Сенаторз» в сентябре 2017 года, из-за чего он пропустил начало сезона 2017-18. По возвращении Сутер стал частью команды, выигравшей чемпионат ZSC Lions NL, и возглавил команду по результативным передачам в этом сезоне.
Перед началом сезона 2018-19 «Лайонс» объявили, что Сутер был включён в список тренировочного лагеря «Нью-Йорк Айлендерс». Вернувшись в ZSC после неудачной попытки заключить контракт с «Айлендерс», 28 ноября 2018 года Сутер согласился на досрочное продление контракта с «Львами» на четыре года до сезона 2022-23. Сутер завершил сезон 2019-20 в качестве лучшего бомбардира лиги, набрав 53 очка, в том числе 30 голов, в 50 играх регулярного сезона. Он также был назван самым ценным игроком регулярного сезона.
13 июля 2020 года Сутер объявил, что покидает Национальную лигу и «Лайонс», используя пункт о расторжении в своём контракте, чтобы продолжить свою карьеру в Северной Америке и НХЛ. 16 июля 2020 года Сутер подписал в качестве свободного агента однолетний контракт новичка с «Чикаго Блэкхокс». Из-за пандемии COVID-19 старт нового сезона был отложен и Сутер остался в Швейцарии и перешёл в «Лайонс».
20 декабря 2020 года, после шести матчей за «Львов», Сутер был отозван из аренды «Блэкхокс». Сутер дебютировал в НХЛ за «Блэкхокс» 13 января 2021 года против «Тампа-Бэй Лайтнинг». Сутер забил свой первый гол в НХЛ, а также свой первый хет-трик в карьере 24 января в матче с «Детройт Ред Уингз», который был выигран со счётом 6-2. Он стал вторым игроком в истории франшизы, забившим каждый из своих первых трёх голов в НХЛ в одной игре, присоединившись к Биллу Кендаллу 17 декабря 1933 года.
28 июля 2021 года «Детройт Ред Уингз» подписал с Сутером двухлетний контракт на общую сумму в 6,5 млн.
11 августа 2023 года был обменян в «Ванкувер Кэнакс», с которым подписал двухлетний контракт.

### Международная карьера
Сутер впервые представлял Швейцарию среди юниоров на чемпионате мира по хоккею с шайбой до 18 лет в 2013 году. Он также выступал за швейцарцев на турнире памяти Ивана Глинки в 2013 году и на двух чемпионатах мира среди молодёжи в 2015 и 2016 годах.
Сутер был вызван в сборную Швейцарии на взрослом уровне в рамках подготовки к чемпионату мира по хоккею с шайбой 2017 года. Он вошёл в основную команду и дебютировал на международной арене в групповом этапе. Сутер был включён в состав сборной Швейцарии на зимних Олимпийских играх 2018 года, где он сделал хет-трик в игре против Южной Кореи (8:0), а также добавил голевые передачи за одиночные голы Швейцарии в игре против Чехии (4:1) и в игре плей-офф против Германии (2:1 ОТ).

## Игровая статистика

### Клубная
И — игры, Г — голы, П — передачи, О — очки, Ш — штрафные минуты.
| 2012-13                            | GCK Lions                          | Elite Jr. A                        | 33  | 12 | 9  | 21  | 14 | 9  | 3 | 0 | 3  | 4  |
| 2013-14                            | Гелф Шторм                         | OHL                                | 66  | 9  | 15 | 24  | 16 | 20 | 6 | 2 | 8  | 2  |
| 2014-15                            | Гелф Шторм                         | OHL                                | 61  | 43 | 29 | 72  | 28 | 9  | 3 | 2 | 5  | 10 |
| 2015-16                            | GCK Lions                          | Elite Jr. A                        | 1   | 0  | 1  | 1   | 2  | 6  | 3 | 5 | 8  | 4  |
| 2015-16                            | GCK Lions                          | NLB                                | 1   | 0  | 1  | 1   | 2  | —  | — | — | —  | —  |
| 2015-16                            | Цюрих Лайонс                       | NLA                                | 45  | 14 | 10 | 24  | 14 | 4  | 1 | 0 | 1  | 2  |
| 2016-17                            | Цюрих Лайонс                       | NLA                                | 38  | 17 | 11 | 28  | 16 | 6  | 2 | 2 | 4  | 0  |
| 2017-18                            | Цюрих Лайонс                       | NL                                 | 36  | 11 | 28 | 39  | 12 | 18 | 5 | 6 | 11 | 8  |
| 2018-19                            | Цюрих Лайонс                       | NL                                 | 41  | 9  | 15 | 24  | 16 | —  | — | — | —  | —  |
| 2019-20                            | Цюрих Лайонс                       | NL                                 | 50  | 30 | 23 | 53  | 16 | —  | — | — | —  | —  |
| 2020-21                            | Цюрих Лайонс                       | SL                                 | 6   | 2  | 3  | 5   | 4  | —  | — | — | —  | —  |
| 2020-21                            | Цюрих Лайонс                       | NL                                 | 6   | 2  | 3  | 5   | 8  | —  | — | — | —  | —  |
| 2020-21                            | Чикаго Блэкхокс                    | НХЛ                                | 55  | 14 | 13 | 27  | 14 | —  | — | — | —  | —  |
| 2021/22                            | Детройт Ред Уингз                  | НХЛ                                | 82  | 15 | 21 | 36  | 22 | —  | — | — | —  | —  |
| 2022/23                            | Детройт Ред Уингз                  | НХЛ                                | 79  | 14 | 10 | 24  | 6  | —  | — | — | —  | —  |
| 2023–24                            | Ванкувер Кэнакс                    | НХЛ                                | 67  | 14 | 15 | 29  | 16 | 13 | 2 | 1 | 3  | 6  |
| Всего в Швейцарской хоккейной лиге | Всего в Швейцарской хоккейной лиге | Всего в Швейцарской хоккейной лиге | 216 | 83 | 90 | 173 | 82 | 28 | 8 | 8 | 16 | 10 |
| Всего в НХЛ                        | Всего в НХЛ                        | Всего в НХЛ                        | 283 | 57 | 59 | 116 | 58 | 13 | 2 | 1 | 3  | 6  |

### Международная
И — игры, Г — голы, П — передачи, О — очки, Ш — штрафные минуты.
| Год               | Команда           | Турнир            | Место             |    | И | Г | П  | О  | Ш |
| ----------------- | ----------------- | ----------------- | ----------------- | -- | - | - | -- | -- | - |
| 2013              | Швейцария (юн.)   | ЮЧМ               | 6                 | 5  | 3 | 0 | 3  | 4  |   |
| 2013              | Швейцария (юн.)   | Турнир И.Глинки   | 6                 | 4  | 1 | 2 | 3  | 2  |   |
| 2015              | Швейцария (мол.)  | МЧМ               | 9                 | 6  | 2 | 0 | 2  | 2  |   |
| 2016              | Швейцария (мол.)  | МЧМ               | 9                 | 6  | 3 | 1 | 4  | 4  |   |
| 2017              | Швейцария         | ЧМ                | 6                 | 8  | 1 | 2 | 3  | 4  |   |
| 2018              | Швейцария         | ОИ                | 10                | 4  | 3 | 2 | 5  | 0  |   |
| 2022              | Швейцария         | ЧМ                | 5                 | 8  | 3 | 5 | 8  | 4  |   |
| Всего за юниоров  | Всего за юниоров  | Всего за юниоров  | Всего за юниоров  | 21 | 9 | 3 | 12 | 12 |   |
| Всего на взрослом | Всего на взрослом | Всего на взрослом | Всего на взрослом | 20 | 7 | 9 | 16 | 8  |   |